# Felice Bisazza
Felice Bisazza (Messina, 29 gennaio 1809 – Messina, 30 agosto 1867) è stato un poeta e italianista italiano.
Già all'età di vent'anni scrisse la sua prima opera, Versi Poetici, che gli procurò l'ammirazione di molti influenti letterati e l'onorificenza della Croce di cavaliere da parte del re Ferdinando II delle Due Sicilie. Altre sue opere di rilievo sono:  Leggende ed Ispirazioni (1841), Il Settentrione, Sul Romanticismo (1832), Sulla Dignità poetica, Fede e Dolore (1863), nelle quali traspare l'influsso romantico e un forte senso religioso. Tradusse numerose opere, tra le quali Morte di Abele di S. Gessner e L'Apocalisse di San Giovanni evangelista. Inoltre fu autore di libretti e cantate sceniche (da ricordare Gli amori di Paolo e Virginia e Il trionfo della pace) e collaborò come giornalista e critico letterario in numerosi quotidiani locali e nazionali.  
Nel 1851 fu nominato docente di Letteratura italiana presso l'Università di Messina. 
Morì nel 1867 a causa di un'epidemia di colera, dopo avere rifiutato tutte le cure e la possibilità di sfuggire al morbo allontanandosi da Messina. A tal proposito è rimasta famosa la sua frase: "Dovunque io mi rifugga, la spada di Dio mi raggiungerà se Egli vuole colpirmi e, se vuole colpirmi, ciò non può essere un male, perché Dio è un bene!". In suo onore, nella sua città natale, gli è stato intitolato il liceo statale scientifico "Felice Bisazza".